# Si muore solo da vivi
Si muore solo da vivi è un film italiano del 2020 diretto da Alberto Rizzi.

## Trama
Orlando è un quarantenne svogliato ed inconcludente. Vive in una baracca di legno vicino alla riva del Po nella cittadina di Boretto, tra le province di Reggio Emilia e Parma .Quando il terremoto del 2012 gli porta via il fratello e la cognata, si trova tutto d’un tratto a doversi prendere delle responsabilità, in primis di prendersi cura della nipote Angelica, che è adolescente. Proprio per il suo bene decide di rimettersi in carreggiata e di trovare un nuovo lavoro, ma nel tentativo incontra casualmente Fredo, una volta suo compagno in una band musicale, denominata "I cuore aperto", che si era definitivamente sciolta proprio per colpa sua. L’incontro fortuito gli farà decidere di chiamare anche gli altri ex membri della band, Ivan, Stringa e Zeno, e rimetterla in piedi. Durante un concerto, però, incontra Chiara, sua ex fidanzata di cui lui è ancora innamorato, che ora sta per sposarsi con un altro uomo. Proprio questo incontro darà ad Orlando un’altra chance di tornare nella vita di Chiara. Ora spetta solo a lui coglierla.

## Produzione
La pellicola è stata girata prevalentemente in Emilia-Romagna. Tuttavia ad alcune scene fanno da sfondo anche Rovigo e Mantova.

### Distribuzione
Il film uscì nelle sale cinematografiche italiane a partire dal 19 giugno 2020.

## Riconoscimenti
Il film ha vinto il premio per la miglior regia al Festival del Cinema Italiano 2021.